# Ad interim
Ad interim (skrót ad int.) – łacińska fraza, która oznacza „w międzyczasie” lub „tymczasowo”.
Oficer dyplomatyczny zastępujący ambasadora nazywany jest chargé d'affaires ad interim. Trenerem ad interim określa się w sporcie osobę, która pełni funkcję trenera w okresie wakatu, przed zatrudnieniem docelowego menadżera.